# KSZO Ostrowiec Świętokrzyski (piłka ręczna)
Klub Sportowy Zakładów Ostrowieckich Odlewnia Ostrowiec Świętokrzyski – polski męski klub piłki ręcznej z Ostrowca Świętokrzyskiego. Powstał w 1964 jako sekcja KSZO Ostrowiec Świętokrzyski i istniał do 1981. Reaktywowany został w 2008. Od 2014 występuje w I lidze.

## Historia
Sekcja piłki ręcznej w klubie KSZO Ostrowiec Świętokrzyski została utworzona w 1964. Szczypiorniści, których pierwszym trenerem był Zdzisław Rycicki, przystąpili do gry w klasie A. Od 1970, po reorganizacji rozgrywek, występowali w lidze okręgowej, wywalczając w sezonie 1974/1975 awans do III ligi. W niej klub z Ostrowca Świętokrzyskiego występował przez rok. Następnie został zdegradowany do ligi okręgowej, z której wycofał się po pierwszej rundzie sezonu 1977/1978. Do 1981 w klubie funkcjonowały drużyny młodzieżowe. Próbę reaktywacji sekcji piłki ręcznej podjęto w 2001, zgłaszając zespół do rozgrywek III ligi (na jeden sezon).
Drużyna została reaktywowana w 2008. W sezonie 2009/2010 przystąpiła do gry w II lidze. W sezonie 2012/2013 wystąpiła w Pucharze Polski, przegrywając w  meczu 1/8 finału z Chrobrym Głogów (15:35). W sezonie 2013/2014, kiedy trenerem był Zbigniew Tłuczyński, zespół zajął 2. miejsce w II lidze (16 zwycięstw, jeden remis, jedna porażka; tyle samo punktów, co zwycięski MTS Chrzanów), które zapewniło mu udział w dwustopniowych barażach o awans do I ligi. W ich pierwszej rundzie KSZO pokonał Żagiew Dzierżoniów (39:23; 32:30), w drugiej zwyciężył Zagłębie Sosnowiec (26:18; 26:27), wywalczając promocję do I ligi. W czerwcu 2014 nowym trenerem KSZO został Rafał Przybylski.
W I lidze szczypiorniści KSZO zadebiutowali 13 września 2014, przegrywając w meczu wyjazdowym z Gwardią Opole (26:36). Pierwsze zwycięstwo odnieśli w następnym miesiącu (5. kolejka), pokonując AZS Uniwersytet Zielonogórski (25:22). Po porażce z Czuwajem Przemyśl w październiku 2014 (20:33; szósta przegrana w siódmym meczu) do dymisji podał się trener Rafał Przybylski, którego zastąpił Alaksandr Malinouski. W sezonie 2014/2015 ostrowiecki zespół wygrał łącznie 12 spotkań (sześć w pierwszej rundzie, sześć w drugiej), jedno zremisował, a 13 przegrał, kończąc rozgrywki na 7. miejscu w tabeli. Zawodnik KSZO Tomasz Pomiankiewicz, który zdobył 183 gole, został królem strzelców I ligi. W sezonie 2015/2016 KSZO wygrał osiem meczów, cztery zremisował, a 14 przegrał, kończąc rozgrywki I ligi na 11. miejscu.

## Osiągnięcia
- I liga:
  - 7. miejsce: 2014/2015, 2017/2018
- Król strzelców I ligi:
  - Tomasz Pomiankiewicz: 2014/2015 (183 gole)[10]

## Kadra w sezonie 2018/2019[12]
| Numer | Zawodnik              | Kraj   | Pozycja      | Rok urodzenia |
| ----- | --------------------- | ------ | ------------ | ------------- |
| 1     | Michał Piątkowski     | Polska | bramkarz     | 1996          |
| 3     | Kacper Grabowski      | Polska | skrzydłowy   | 1998          |
| 4     | Mateusz Bysiak        | Polska | rozgrywający | 1999          |
| 5     | Damian Falasa         | Polska | rozgrywający | 1998          |
| 7     | Maciej Jeżyna         | Polska | skrzydłowy   | 1991          |
| 9     | Maciej Cukierski      | Polska | skrzydłowy   | 1985          |
| 10    | Bartosz Kogutowicz    | Polska | rozgrywający | 1998          |
| 18    | Kacper Granat         | Polska | skrzydłowy   | 2000          |
| 19    | Łukasz Telka          | Polska | rozgrywający | 1998          |
| 25    | Sebastian Pawlik      | Polska | obrotowy     | 1999          |
| 28    | Sebastian Włoskiewicz | Polska | rozgrywający | 1997          |
| 30    | Bartłomiej Zielonko   | Polska | obrotowy     | 1994          |
| 36    | Mikołaj Baran         | Polska | bramkarz     | 1998          |
| 44    | Filip Chmielewski     | Polska | skrzydłowy   | 2001          |
| 94    | Rafał Jagiełło        | Polska | obrotowy     | 1994          |
| 98    | Grzegorz Hubka        | Polska | skrzydłowy   | 1998          |
| 99    | Kacper Kijewski       | Polska | bramkarz     | 1999          |